# Liam Gallagher

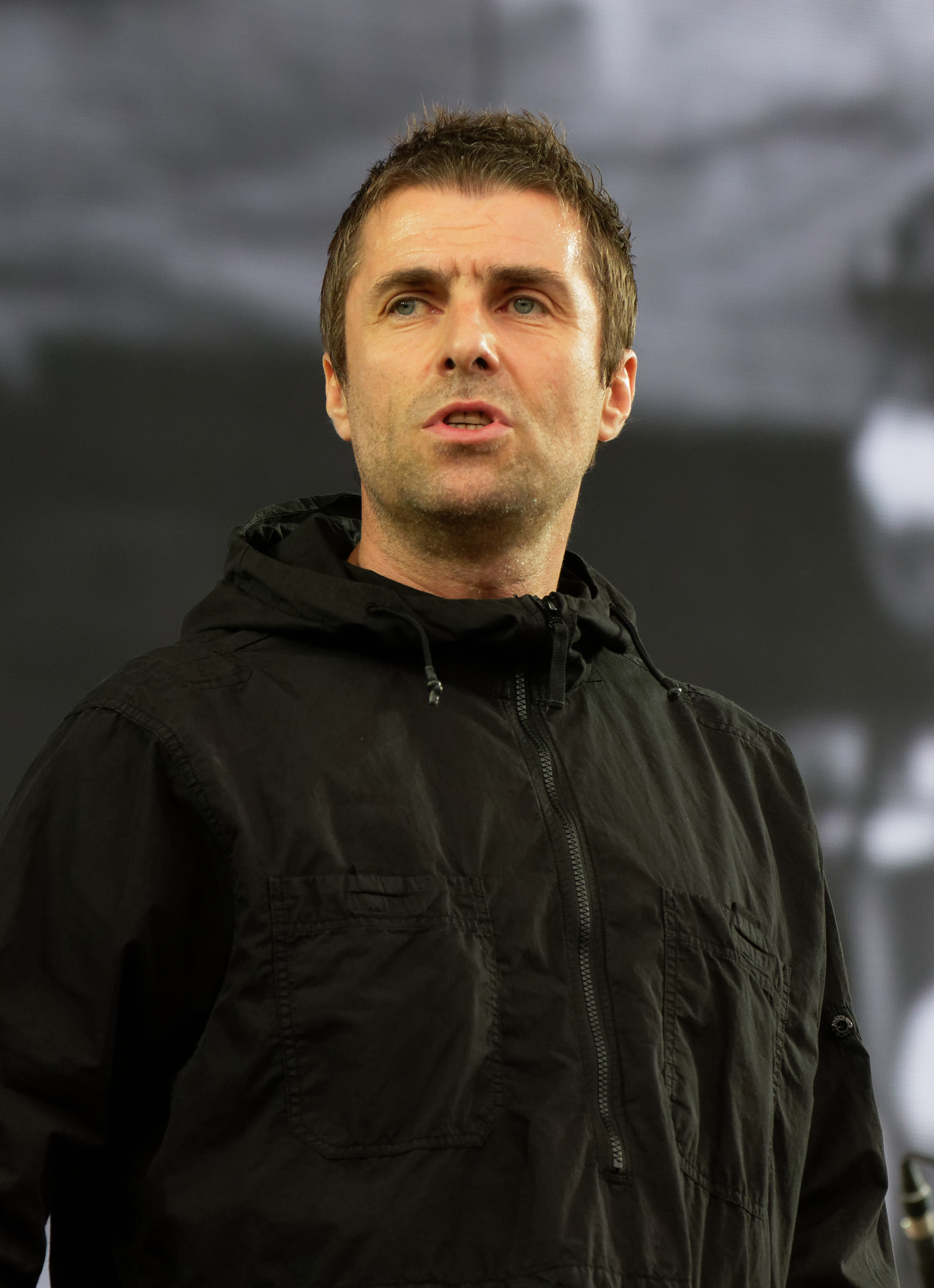
Liam Gallagher (2018)

William John Paul „Liam“ Gallagher (* 21. September 1972 in Manchester) ist ein britischer Musiker. Er wurde in den 1990er-Jahren als Leadsänger der britischen Rockband Oasis bekannt. Die Band, in der auch sein Bruder Noel spielt, veröffentlichte einige erfolgreiche Singles, u. a. Wonderwall, Don’t Look Back in Anger und Stop Crying Your Heart Out.
Gleichzeitig sorgten die öffentlich ausgetragenen Geschwisterstreitigkeiten und Alkohol- und Drogenexzesse auf dem Höhepunkt der Karriere für medienwirksame Skandale. Nach Trennung von Oasis 2009 war Gallagher in der inzwischen ebenfalls aufgelösten Neuformierung Beady Eye aktiv.

## Kindheit und Jugend
Liam Gallagher ist nach Paul (* 11. Januar 1966) und Noel (* 29. Mai 1967) der jüngste der drei Söhne des irischen Ehepaares Thomas und Peggy Gallagher. Er wuchs in Burnage auf, einer von Manchesters ärmsten Stadtteilen, wo das Leben gezeichnet ist von ungelernter Arbeitstätigkeit, hoher Erwerbslosigkeit, Kleinkriminalität sowie Alkohol- und Drogenkonsum. Die Gebrüder Gallagher sind Anhänger des Fußballvereins Manchester City.
Liam Gallagher teilte sein Zimmer mit Bruder Noel. Er trug mehrere Spitznamen, zum Beispiel Peggy’s Shadow, da er zeitweilig stark am Rockzipfel seiner Mutter hing, Weetabix Kid hervorgegangen aus seiner stark ausgeprägten Vorliebe für die Corn Flakes selbigen Herstellers, sowie Our Kid, welcher bis in die ersten Jahre seiner Popularität Bestand hatte. Letzterer ist in Manchester eigentlich ein Slang-Begriff, mit dem die eigenen Geschwister oder die Geschwister enger Freunde bezeichnet werden. Aufgrund seiner Extrovertiertheit und seines großen Rededrangs stellte Gallagher eine große nervliche Belastung für seine Brüder dar.  
Sein Vater war Alkoholiker und gewalttätig gegenüber seinen Brüdern und seiner Mutter, allerdings sei er Liam gegenüber während dessen Kindheit nie handgreiflich geworden. Seine Mutter verließ aufgrund der häuslichen Gewalt ihren Mann zusammen mit ihren Söhnen, als Liam Gallagher nach eigenen Angaben etwa sieben Jahre alt war. Nach dem Abbruch der Schule kurz vor den GCSE-Prüfungen hatte er einige ungelernte Arbeitsstellen inne (unter anderem Gärtnerei, Autowaschanlage), die er zum Teil spontan abbrach, sobald ihm eine Tätigkeit nicht zusagte. 
Als Jugendlicher war Gallagher mehr an Fußball und Hip-Hop (vor allem Public Enemy und Run-D.M.C.) interessiert als an Rockmusik. Dies änderte sich schlagartig, als er mit 18 Jahren ein AIDS-Benefizkonzert in Manchesters Club International Two besuchte, bei welchem unter anderem die Stone Roses auftraten. Deren Performance beeindruckte ihn nachhaltig und ließ sein neu entflammtes Interesse an Rockmusik auf weitere Bands übergreifen. Dazu zählen The Kinks, The Jam, T. Rex, und nicht zuletzt die Beatles, von deren Mitgliedern es ihm insbesondere John Lennon angetan hat. So imitiert er dessen Singweise und glaubt, dessen Geist lebe in ihm weiter.

## Die Zeit als Oasis-Leadsänger

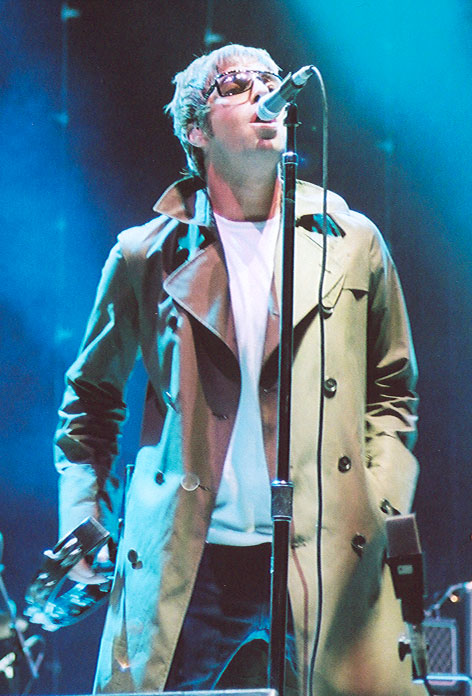
Liam Gallagher mit Oasis (2005)

### Die Zeit vor Noels Bandzugehörigkeit
Gallaghers Gesangstätigkeit begann, als ihm sein Kollege Paul McGuigan (Oasis’ Bassist bis 1999) die Leadsängerposition in seiner Band The Rain anbot. Auch in dieser Band befand sich beider Kollege Paul Arthurs (Oasis’ Rhythmusgitarrist bis 1999). Auf Gallaghers Wunsch wurde die Band in Oasis umbenannt. Dies ist der Austragungsort eines Stone Roses-Konzertes in Swindon, wovon Gallagher ein Poster besaß. Oasis’ erster Auftritt erfolgte 1991 in Manchester.

### Noel Gallaghers Bandbeitritt
Als Noel Gallagher 1992 als Roadie von der US-Tournee der lokalen Rockband Inspiral Carpets zurückkehrte, erlebte er erstaunt Liam als Rocksänger. Da Noel im Unterschied zu den bisherigen Bandmitgliedern Songwriting-Talent aufwies, bat man um seinen Beitritt. Noel erkannte Liams Charisma als Frontmann und sagte zu. Er gab seine bisherige Tätigkeit auf, die für seine damaligen Verhältnisse sehr gut bezahlt war. An seinen Eintritt knüpfte er die Bedingung, Oasis’ alleiniger Chef zu sein. Anfangs schrieb Liam Texte für die Lieder, doch aufgrund mangelnder Fähigkeiten übernahm sein Bruder dies bald.

### Kommerzieller Durchbruch
Oasis’ kommerzieller Durchbruch erfolgte 1994: Die ersten zwei Singles Supersonic und Shakermaker erreichten die Top 50 der britischen Singlecharts. Die nachfolgende, Live Forever, die Top 10 und hielt sich über ein Jahr in der Hitparade. Das Debütalbum Definitely Maybe setzte sich unmittelbar nach Veröffentlichung im August an die Spitze der britischen Album-Hitparade und gilt als Klassiker der Britpop-Ära. Das extrem erfolgreiche Nachfolgealbum (What’s the Story) Morning Glory? ist nach den Beatles’ Sgt. Pepper’s Lonely Hearts Club Band das meistverkaufte Studioalbum in Großbritannien. Obwohl sich Gallagher eng mit Manchester verbunden fühlte und London nicht besonders mochte, verließ er während des wachsenden Erfolgs sein Elternhaus zugunsten Londons, wo er heute immer noch lebt.

## Solokarriere
Zwei Vorab-Single-Veröffentlichungen vor dem für den 6. Oktober 2017 angekündigten Soloalbum As You Were kamen mit Chinatown (30. Juni 2017) und For what it's worth (10. August 2017) heraus. Ende September gab die Gallagher Band überraschend ein Konzert beim Reeperbahn Festival 2017. Entgegen einigen Erwartungen verkaufte sich As You Were gut und kletterte auf Platz eins der Album-Charts. Die Presse nahm Gallaghers Solo-Erstlingswerk überwiegend positiv wahr: Der Radiosender FM4 schmeckt Oasis heraus, während der STERN erstaunt ist, wie rund As You Were geworden ist.
Am 20. September 2019 erschien Gallaghers zweites Solo-Album "Why Me? Why Not." 
Mit “C’mon You Know” erschien am 27. Mai 2022 sein drittes Solo-Album. Am selben Tag veröffentlichte er außerdem ein Live-Album mit dem Namen „Down By The River Thames“, welches 2 Jahre vorher auf der Themse aufgenommen wurde. Es beinhaltet neben Eigenkompositionen auch Songs aus seiner Oasis-Zeit.

## Songwriting

### Standing on the Shoulder of Giants (2000)
Hier findet sich Liam Gallaghers erste veröffentlichte Komposition: Little James, eine Reminiszenz an seinen damaligen Stiefsohn James Kerr. Der Song wurde aufgrund seiner „Kinderliedartigkeit“ und allzu ausgeprägten Beatles-Ähnlichkeit sowohl musikalisch als auch textlich als ein erster bescheidener Versuch gewertet. Noel meinte später, er habe den Song einzig aus Rücksicht auf seinen Bruder und dessen Songwriting auf dem Album erscheinen lassen, um Liam nicht bereits im Anfangsstadium seiner künstlerischen Tätigkeit zu desillusionieren.

### Heathen Chemistry (2002)
Für dieses folgende Album schrieb Liam bereits fünf Songs, wovon jedoch bloß die folgenden drei veröffentlicht wurden: Songbird (eine Hommage an seine damalige Ehefrau Nicole Appleton), Born On A Different Cloud (über ihren gemeinsamen Sohn Gene) sowie Better Man, welche allgemein als wesentlich solider wahrgenommen werden. Ersteres wurde als Single ausgekoppelt und erreichte Rang drei der britischen Single-Hitparade. Die anderen beiden waren fester Bestandteil der damaligen Tournee.

### Don’t Believe the Truth (2005)
Hier trug Liam Gallagher wiederum drei Lieder bei: Guess God Thinks I’m Abel, Love Like A Bomb und The Meaning Of Soul. Ersteres ist eine Entschuldigung für eine Beleidigung gegenüber seinem Bruder Noel im Mai 2000 in Barcelona während ihrer Tournee. Der betrunkene Liam stellte die Vaterschaft seines Bruders an dessen Tochter in Frage und bezeichnete dessen damalige Ehefrau mit einer Obszönität, woraufhin Liam die restliche Kontinentaleuropa-Tournee alleine weiterführen musste. Ebenfalls seiner Feder entstammen die B-Seiten Won’t Let You Down (auf der Single Lyla) sowie Pass Me Down The Wine (auf The Importance Of Being Idle).

### Dig Out Your Soul (2008)
Auf diesem Album schrieb Liam die Lieder I’m Outta Time, Ain’t Got Nothin und Soldier On, sowie I Believe in All, welches auf der Japan-Version und dem Box-Set beinhaltet war. Auf dieser war ebenfalls Boy with the Blues.

## Privatleben
Gallagher war zwei Mal verheiratet und bekennt sich als Vater zu vier Kindern von vier Frauen. Am 7. April 1997 heiratete er die britische Schauspielerin Patsy Kensit, jedoch ließen sie sich im September 2000 offiziell scheiden. Die beiden haben einen gemeinsamen Sohn (* 1999), der seit der Scheidung bei Kensit lebt.
Bereits eine Woche nach der Hochzeit mit Kensit begann er eine Affäre mit der Sängerin Lisa Moorish (Kill City). Aus dieser Kurzbeziehung entstammt eine Tochter (* 1998). Seine Vaterschaft wurde erst knapp drei Jahre nach der Geburt öffentlich bekannt.
Am 14. Februar 2008 heiratete er die All-Saints-Sängerin Nicole Appleton, mit der er ebenfalls einen Sohn (* 2001) hat. Im April 2014 ließ das Paar sich scheiden, nachdem im Sommer 2013 bekannt geworden war, dass Gallagher ein uneheliches Kind aus einer Affäre mit der amerikanischen Musikjournalistin Liza Ghorbani hat. Im Sommer 2017 bestätigte er eine Beziehung mit seiner Managerin Deborah „Debbie“ Gwyther.

## Diskografie

### Studioalben
| Jahr | Titel                        | Höchstplatzierung, Gesamtwochen, AuszeichnungChartplatzierungen (Jahr, Titel, Platzierungen, Wochen, Auszeichnungen, Anmerkungen) | Höchstplatzierung, Gesamtwochen, AuszeichnungChartplatzierungen (Jahr, Titel, Platzierungen, Wochen, Auszeichnungen, Anmerkungen) | Höchstplatzierung, Gesamtwochen, AuszeichnungChartplatzierungen (Jahr, Titel, Platzierungen, Wochen, Auszeichnungen, Anmerkungen) | Höchstplatzierung, Gesamtwochen, AuszeichnungChartplatzierungen (Jahr, Titel, Platzierungen, Wochen, Auszeichnungen, Anmerkungen) | Höchstplatzierung, Gesamtwochen, AuszeichnungChartplatzierungen (Jahr, Titel, Platzierungen, Wochen, Auszeichnungen, Anmerkungen) | Anmerkungen                                        |
| Jahr | Titel                        | DE | AT | CH | UK | US | Anmerkungen                                        |
| ---- | ---------------------------- | --- | --- | --- | --- | --- | -------------------------------------------------- |
| 2017 | As You Were                  | DE14 (3 Wo.)DE | AT12 (2 Wo.)AT | CH4 (4 Wo.)CH | UK1 Platin · (47 Wo.)UK | US30 (1 Wo.)US | Erstveröffentlichung: 6. Oktober 2017              |
| 2019 | Why Me? Why Not.             | DE3 (3 Wo.)DE | AT15 (2 Wo.)AT | CH6 (3 Wo.)CH | UK1 Gold · (28 Wo.)UK | — | Erstveröffentlichung: 20. September 2019           |
| 2022 | C’mon You Know               | DE10 (2 Wo.)DE | AT12 (1 Wo.)AT | CH8 (2 Wo.)CH | UK1 Gold · (5 Wo.)UK | — | Erstveröffentlichung: 27. Mai 2022                 |
| 2024 | Liam Gallagher & John Squire | DE9 (1 Wo.)DE | AT5 (2 Wo.)AT | CH5 (2 Wo.)CH | UK1 Silber · (4 Wo.)UK | — | Erstveröffentlichung: 1. März 2024 mit John Squire |

### Livealben
| Jahr | Titel                                  | Höchstplatzierung, Gesamtwochen, AuszeichnungChartplatzierungen (Jahr, Titel, Platzierungen, Wochen, Auszeichnungen, Anmerkungen) | Höchstplatzierung, Gesamtwochen, AuszeichnungChartplatzierungen (Jahr, Titel, Platzierungen, Wochen, Auszeichnungen, Anmerkungen) | Höchstplatzierung, Gesamtwochen, AuszeichnungChartplatzierungen (Jahr, Titel, Platzierungen, Wochen, Auszeichnungen, Anmerkungen) | Höchstplatzierung, Gesamtwochen, AuszeichnungChartplatzierungen (Jahr, Titel, Platzierungen, Wochen, Auszeichnungen, Anmerkungen) | Anmerkungen                           |
| Jahr | Titel                                  | DE | AT | CH | UK | Anmerkungen                           |
| ---- | -------------------------------------- | --- | --- | --- | --- | ------------------------------------- |
| 2020 | MTV Unplugged (Live at Hull City Hall) | DE8 (1 Wo.)DE | AT19 (1 Wo.)AT | CH15 (3 Wo.)CH | UK1 Silber · (5 Wo.)UK | Erstveröffentlichung: 12. Juni 2020   |
| 2022 | Down by the River Thames               | DE18 (1 Wo.)DE | AT35 (1 Wo.)AT | CH28 (1 Wo.)CH | UK4 (3 Wo.)UK | Erstveröffentlichung: 27. Mai 2022    |
| 2023 | Knebworth 22                           | DE17 (1 Wo.)DE | AT64 (1 Wo.)AT | CH28 (1 Wo.)CH | UK1 (2 Wo.)UK | Erstveröffentlichung: 11. August 2023 |

### EPs
| Jahr | Titel             | Höchstplatzierung, Gesamtwochen, AuszeichnungChartsChartplatzierungen (Jahr, Titel, Platzierungen, Wochen, Auszeichnungen, Anmerkungen) | Anmerkungen                           |
| Jahr | Titel             | UK | Anmerkungen                           |
| ---- | ----------------- | --- | ------------------------------------- |
| 2020 | Acoustic Sessions | UK24 (1 Wo.)UK | Erstveröffentlichung: 31. Januar 2020 |

### Singles
| Jahr | Titel Album                                       | Höchstplatzierung, Gesamtwochen, AuszeichnungChartsChartplatzierungen (Jahr, Titel, Album, Platzierungen, Wochen, Auszeichnungen, Anmerkungen) | Anmerkungen                                          |
| Jahr | Titel Album                                       | UK | Anmerkungen                                          |
| ---- | ------------------------------------------------- | --- | ---------------------------------------------------- |
| 2017 | Wall of Glass As You Were                         | UK21 Platin · (13 Wo.)UK | Erstveröffentlichung: 1. Juni 2017                   |
| 2017 | Chinatown As You Were                             | UK56 (1 Wo.)UK | Erstveröffentlichung: 30. Juni 2017                  |
| 2017 | For What It’s Worth As You Were                   | UK33 Gold · (9 Wo.)UK | Erstveröffentlichung: 10. August 2017                |
| 2017 | Greedy Soul As You Were                           | UK56 (1 Wo.)UK | Erstveröffentlichung: 27. September 2017             |
| 2017 | Bold As You Were                                  | UK60 (1 Wo.)UK | Erstveröffentlichung: 6. Oktober 2017                |
| 2019 | Shockwave Why Me? Why Not.                        | UK22 Silber · (2 Wo.)UK | Erstveröffentlichung: 6. Juni 2019                   |
| 2019 | Once Why Me? Why Not.                             | UK49 Gold · (4 Wo.)UK | Erstveröffentlichung: 26. Juli 2019                  |
| 2019 | One of Us Why Me? Why Not.                        | UK50 Silber · (3 Wo.)UK | Erstveröffentlichung: 16. August 2019                |
| 2019 | Now That I’ve Found You Why Me? Why Not.          | UK61 (1 Wo.)UK | Erstveröffentlichung: 11. Oktober 2019               |
| 2020 | All You’re Dreaming Of –                          | UK24 (5 Wo.)UK | Erstveröffentlichung: 27. November 2020              |
| 2022 | Everything’s Electric C’mon You Know              | UK18 Silber · (7 Wo.)UK | Erstveröffentlichung: 4. Februar 2022                |
| 2022 | Diamond in the Dark C’mon You Know                | UK65 (1 Wo.)UK | Erstveröffentlichung: 26. Mai 2022                   |
| 2024 | Just Another Rainbow Liam Gallagher & John Squire | UK16 (1 Wo.)UK | Erstveröffentlichung: 5. Januar 2024 mit John Squire |

Weitere Singles
- 2017: Come Back to Me
- 2018: I’ve All I Need
- 2018: Paper Crown
- 2019: The River
- 2020: Gone
- 2022: C’mon You Know
- 2022: Better Days
- 2024: Mars to Liverpool (mit John Squire)

### Videoalben
- 2019: As It Was (UK: Gold)

## Pretty Green
Anfang 2009 hat Gallagher die Gründung eines eigenen Modelabels, genannt Pretty Green (dt.: sehr grün bzw. schönes grün; ugs. für Geld), bekannt gegeben. Gallagher entwirft für Pretty Green auch Kleidungsstücke. Laut eigener Aussage wird er selber nie als Model auftreten.

## Skandale
Oasis, insbesondere die Brüder Gallagher (und von jenen wiederum Liam), hatten von Beginn ihrer Karriere an ein ausgeprägtes Bad-Boy-Image. Im Lauf seiner Karriere sorgte Liam immer wieder für Skandale (Streitereien mit seinem Bruder Noel, Alkoholeskapaden, Beleidigungen, Schlägereien), welche meist unter Alkoholeinfluss zustande kamen. Die bekanntesten davon sind nachfolgend chronologisch aufgeführt:
- Nachdem sich Liam Gallagher und Robbie Williams in den 90ern mehrmals gegenseitig beleidigt hatten - so bezeichnete Gallagher Williams als „fetten Tänzer“ und Williams nannte Gallagher einen „gemeinen Zwerg“ - forderte Williams Gallagher bei den BRIT Awards im Jahre 2000 zu einem Boxkampf heraus. Das Preisgeld von 100.000 Pfund und die Einnahmen durch die TV-Übertragung sollten einem karitativen Zweck gespendet werden. Mit der Begründung, dass dieser Kampf nichts mit Musik zu tun habe, lehnte Gallagher ab. 2020 forderte Williams ihn erneut heraus. Das gesammelte Geld sollte an den National Health Service gespendet werden. Gallagher ignorierte auch die zweite Herausforderung.[21][22][23]
- Schlägerei in Londoner Bar: Im Frühjahr 2002 wurde Liam Gallagher wegen Handgreiflichkeiten mit anderen Gästen aus der Met Bar verwiesen. Als er das Lokal erneut betreten wollte, griff er erfolglos die Türsteher an. Seine Freundin Appleton stand weinend daneben und versuchte erfolglos, ihn zu beruhigen.
- Schlägerei in Münchner Hotel: Der schwerste Zwischenfall ereignete sich am 1. Dezember 2002: Im Nachtklub des Nobelhotels Bayerischer Hof stürzte Gallagher infolge bandinternen Gerangels auf den benachbarten Salontisch. Das Eingreifen der dortigen Gäste missdeuteten seine Kollegen als Angriff, woraufhin sie ihre Nachbarn attackierten. Rasch kam es zu einer wüsten Schlägerei zwischen Gallagher, Schlagzeuger Alan White und zwei Bodyguards der Band, allesamt stark betrunken, sowie den fünf Männern vom Nachbartisch, wobei letztere die Oberhand behielten. Die Gäste flohen vor umherfliegenden Gläsern, Stühlen und Tischen. Gallagher wurden mittels eines als Waffe verwendeten Absperrpfostens mehrere Vorderzähne ausgeschlagen, woraufhin er blutend einen Mikrofonständer nach seinem Gegner warf. Ein Zeuge sagte später aus: „Gallagher was like a wild animal. I have never seen such violence.“ (dt. ‚Gallagher benahm sich wie ein wildes Tier. Ich habe noch nie solche Gewalttätigkeit gesehen.‘) Der Kampf verlagerte sich ins angrenzende Foyer, wo Gallagher angeblich noch einem Dritten die Nase brach. 20 Polizisten fuhren mit zehn Streifenwagen vor. Als ein Beamter Alan White festnahm, trat ihm Gallagher in die Brust. Der im Hotelzimmer weilende Noel reagierte empört. Die vier verbleibenden Deutschlandkonzerte entfielen; Trennungsgerüchte flammten auf. Die Festgenommenen wurden am Folgetag gegen Kaution von 238.000 € (entspricht 180.000 £) entlassen. Alle waren stark betrunken, einige unter Kokaineinfluss. Gallagher ließ sich in London für 31.000 € (entspricht 20.000 £) Zahnimplantate einsetzen. Befürchtete Sprachbeeinträchtigungen blieben aus. Er wurde später wegen gefährlicher Körperverletzung, Widerstand gegen Vollstreckungsbeamte, Hausfriedensbruchs und Sachbeschädigung zu einer hohen Geldstrafe verurteilt. Die später eruierte Gegenpartei entpuppte sich statt der vermuteten italienischen Menschenhändler als deutsche Immobilienhändler.[24] Sie sagten aus, von Oasis provoziert (unter anderem mit Erdnüssen bespuckt) worden zu sein.[25] Das ausgefallene Konzert wurde im März 2003 nachgeholt.
- Schlägerei mit Paul Gascoigne: Anfang September 2006 traf Gallagher im Londoner Groucho Club auf den ehemaligen britischen Fußballstar Paul Gascoigne, welcher für ein Interview dort war und zu seiner aktiven Zeit selbst sehr kontrovers und trinkfreudig war. Aus dem anfangs freundlichen Gespräch entwickelte sich bald eine Keilerei, danach besprühte Gallagher Gascoigne mit einem Feuerlöscher.[26]

## Auszeichnungen
- 2001: NME Award Hero Of The Year
- 2003: NME Award Best Haircut
- 2010: Q verleiht ihm den Titel Greatest frontman of all time
- 2019: MTV Europe Music Award Rock Icon